# Anton Widmann-Sedlnitzky
Anton Widmann-Sedlnitzky, též Antonín hrabě Widmann-Sedlnitzky (1. června 1865 Dyhernfurth – 11. února 1949 Štýrský Hradec), byl rakouský šlechtic a politik z Moravy, na počátku 20. století poslanec Říšské rady.

## Biografie
Pocházel z šlechtické rodiny Widmannů-Sedlnitzkých. Jeho otcem byl Victor Widmann-Sedlnitzky, jenž v roce 1870 krátce působil jako ministr zeměbrany Předlitavska. Anton hospodařil na velkostatku v Lukách nad Jihlavou. Správu statku převzal roku 1886. Od roku 1892 byla jeho manželkou Gabriele Dentice z rodu Principi de Frasso. Měli tři syny a tři dcery. Roku 1912 byl Anton Widmann-Sedlnitzky jmenován tajným radou.
Byl aktivní i v politice. V zemských volbách roku 1896 byl zvolen na Moravský zemský sněm za kurii velkostatkářskou, I. sbor. Mandát obhájil v zemských volbách roku 1902, zemských volbách roku 1906 a zemských volbách roku 1913.
Působil také jako poslanec Říšské rady (celostátního parlamentu Předlitavska), kam usedl ve volbách roku 1901 za kurii velkostatkářskou na Moravě. Ve volebním období 1901–1907 se uvádí jako hrabě Anton Widmann-Sedlnitzky, c. k. komoří a statkář. V roce 1901 se uvádí coby kompromisní kandidát Strany konzervativního velkostatku.
V květnu 1917 byl jmenován do Panské sněmovny (nevolená horní komora Říšské rady).